# Leucofanita
La leucofanita és un mineral de la classe dels silicats.

## Característiques
La leucofanita és un inosilicat de fórmula química NaCaBeSi₂O₆F. Cristal·litza en el sistema ortoròmbic. La seva duresa a l'escala de Mohs és 4.
Segons la classificació de Nickel-Strunz, la leucofanita pertany a «09.DH - Inosilicats amb 4 cadenes senzilles periòdiques, Si₄O₁₂» juntament amb els següents minerals: ohmilita, haradaïta, suzukiïta, batisita, shcherbakovita, taikanita, krauskopfita, balangeroïta, gageïta, enigmatita, dorrita, høgtuvaïta, krinovita, makarochkinita, rhönita, serendibita, welshita, wilkinsonita, safirina, khmaralita, surinamita, deerita, howieïta, taneyamalita, johninnesita i agrel·lita.

## Formació i jaciments
Va ser descoberta l'any 1840 a Låven, a Langesundsfjorden, Larvik (Vestfold, Noruega). Sol trobar-se associada a altres minerals com: albita, ortoclasa, natrolita, analcima, serandita, aegirina, polilitionita, ancylita, astrofil·lita, catapleiïta, epididimita, rodocrosita i fluorita.